# Dušan Makavejev
Dušan Makavejev (13. říjen 1932, Bělehrad, Srbsko – 25. ledna 2019, Bělehrad) byl srbský filmový režisér.
Vystudoval psychologii a poté i filmovou režii. Začínal dokumentárními snímky a dokumentární styl se později prolnul i do jeho hraných filmů. Svým debutem Člověk není pták (Čovek nije tica) se přihlásil k tzv. jugoslávské černé vlně. Oceňovaný byl i jeho druhý film Milostný příběh (Ljubavni slučaj ili tragedija službenice P.T.T.), snímek Nevinnost bez ochrany (Nevinost bez zaštite) získal dokonce Stříbrného medvěda na festivalu v Berlíně. 

V roce 1971 však jugoslávské úřady šokoval erotickým filmem W.R. - mysteria organismu (W.R. - Misterije organizma), věnovaný mimo jiné životu psychoanalytika Wilhelma Reicha, který byl záhy po premiéře zakázán. Film se stal nicméně díky tomuto skandálu nejvýraznějším symbolem černé vlny. Makavejev poté odešel do exilu v Kanadě. I zde však čelil odporu vůči explicitním sexuálním a perverzním scénám ve svých filmech, zejména ve snímku Sweet Movie z roku 1974. Uhlazenějšími byly filmy Montenegro a The Coca-Cola Kid.